# Die Nacht der Creeps
Die Nacht der Creeps (Original: Night of the Creeps) ist ein US-amerikanischer Low-Budget-Horrorfilm aus dem Jahr 1986 und das Regiedebüt von Fred Dekker, der auch das Drehbuch schrieb. Der Film startete am 16. April 1987 in den deutschen Kinos.

## Handlung
Der junge Kavalier Johnny beobachtet während seines Rendezvous mit der attraktiven Studentin Pam den Sternenhimmel, als sie plötzlich Augenzeugen des Absturzes eines meteoritenähnlichen Himmelskörpers werden. Gemeinsam fahren sie an den ungefähren Ort des Einschlages, wo Johnny allein auf Entdeckungsreise geht. Er findet einen seltsamen Behälter, doch unglücklicherweise springt dessen schleimiger Inhalt, der „Creep“, direkt in seinen Mund und nistet sich im Hirn des Wirtes ein, wo er sich vermehrt. Währenddessen wird seine Liebschaft Opfer eines zuvor entflohenen Psychopathen, der sie am Straßenrand mit einer Axt erschlägt und später selbst Opfer eines Polizisten wird, der ihn in Selbstjustiz richtet und auf dem Universitätsgelände verscharrt.
27 Jahre später. Während einer Feier auf dem Campus verliebt sich der schüchterne Chris Romero in die attraktive Cynthia „Cindy“ Cronenberg. Um ihr näherzukommen, beschließt er zusammen mit seinem besten Freund James Carpenter „J.C.“ Hooper der gleichen Fraternity (dt. Studentenverbindung) beizutreten wie seine Angebetete. Zum Beweis ihrer Eignung verlangt Brad, der Anführer der Verbindung und Noch-Freund von Cindy, von den beiden jungen Männern eine Art Mutprobe, für deren Erfüllung sie eine Leiche benötigen. In ihrer Not befreien sie in der medizinischen Hochsicherheitsabteilung der Universität zufällig den konservierten Leichnam Johnnys, fliehen aber aufgeschreckt, als der leblose Körper Reflexe zeigt. Zu diesem Zeitpunkt befällt der außerirdische Parasit, der sich bevorzugt im Gehirn festsetzt und sich dort reproduziert, einen anwesenden Labortechniker und tötet ihn augenscheinlich.
Detective Ray Cameron von der Mordkommission, dessen Ex-Geliebte Pam einst Opfer des Psychopathen wurde, wird währenddessen in die medizinische Fakultät zu zwei Leichen gerufen. Bei seiner Ankunft fehlt jedoch die Leiche Johnnys, der als wandelnder Untoter derweil vor Cindys Fenster erscheint. Sein Kopf platzt, zahlreiche Parasiten werden freigesetzt. Johnnys Leiche bleibt zurück. Der befallene Labortechniker gibt den Parasiten an einen Hausmeister weiter. Die Morde lösen im traumatisierten Ermittler schlimmste Befürchtungen aus, zumal er die Ereignisse von vor 27 Jahren nicht richtig verarbeiten konnte. Zu allem Überfluss verbreiten sich die wurmartigen Kreaturen zunächst noch unbemerkt rasend schnell über den ganzen Campus, befallen etliche Personen auf dem weitläufigen Gelände und erwecken die Totgeglaubten, darunter auch den vergrabenen halbverwesten Axt-Mörder. Bei dessen Liquidierung können die Polizisten den Grund für die mysteriösen Geschehnisse entdecken: die Creeps.
Inzwischen sind sich Chris und Cindy nähergekommen und beide beschließen gemeinsam zu einer Tanzveranstaltung zu gehen. Bevor es jedoch dazu kommt, besucht der durch den infizierten J.C. informierte Chris Detective Cameron. Gemeinsam nehmen sie den Kampf mit der tödlichen Bedrohung auf, die ihre Träger zu blutgierigen Monstern macht. Als einziges wirksames Mittel erweist sich Feuer, das die Parasiten förmlich zerstört. Nach einigen Scharmützeln entdecken sie im Keller eines Hauses eine große Brutstätte der Wesen, die Cameron in selbstmörderischer Absicht sprengt und so die Ausbreitung verhindert. Eine Katastrophe kann so abgewendet werden.

### Alternatives Ende
- Am Schluss sieht man Chris und Cindy vor einem brennenden Haus, während ein kleiner infizierter Hund sich nähert. Cindy beugt sich zu ihm nieder, als dieser seinen Mund öffnet und ein Creep direkt in die Kamera springt (und wahrscheinlich Cynthia infiziert).

- Ähnlich wie in der anderen Version sieht man hier am Schluss Chris und Cindy vor einem brennenden Haus, diesmal allerdings in zärtlicher Zweisamkeit. Die Feuerwehr rückt an. Unbemerkt vom ganzen Trubel wandert die verkohlte Gestalt von Cameron die Straße hinab und stürzt. Aus dem Schädel entweichen daraufhin mehrere „Creeps“ in einen angrenzenden Friedhof.
In der letzten Szene sieht man das Raumschiff vom Anfang des Films, das seine zufällig auf die Erde gestürzte vermisste Fracht auf dem Friedhof vergebens sucht.

## Kritiken
„Geschmacklos-überdrehter Horrorspaß“

„Trotz oder gerade aufgrund seines geringen Budgets erweist sich der beachtlich gut geschriebene und durchdachte Film als intelligente, einfallsreiche und selbstparodistisch überhöhte Hommage an die absurderen B-Movies der 40er und 50er Jahre.“

„Der auf scheußliche und ekelerregende Effekte setzende Horrorfilm beutet die Urängste vor Krankheit und Tod schamlos aus und trägt erschreckende nekrophile Züge.“

## Hintergrund
Im Jahr 2007 wurde ein Horrorfilm mit dem Titel Night of the Creeps 2 – Zombie Town produziert, der jedoch keine Fortsetzung im eigentlichen Sinne darstellt, sondern sich inhaltlich an Die Nacht der Creeps orientiert.

## Trivia
- Die Protagonisten des Films tragen die Nachnamen der bekannten Regisseure George A. Romero, John Carpenter, Tobe Hooper, David Cronenberg, James Cameron und Sam Raimi, die allgemein zu den großen Namen im Horror- beziehungsweise Science-Fiction-Genre gezählt werden.